# Чорноморська рада (газета)
«Чорноморська рада» — українська газета, що виходила в місті Новоросійську, адміністративному центрі Чорноморської губернії (нині місто Краснодарського краю, Росія). Перший номер вийшов 9 квітня (за іншими даними — 1 квітня) 1917 року під гаслом: «Хай живе демократична федеративна республіка!». Газета почала виходити на 5 місяців раніше, ніж перший регіональний український часопис «Чорноморець» у місті Єкатеринодарі (нині Краснодар). Редактором був український письменник і перекладач Прохір Воронін. Жодного номера видання не збереглося. За Аркадієм Животком, газета була інформаційного характеру, проте містила також популярні статті та фейлетони.
Загалом українська преса на Кубані майже не розвинулася, крім «Чорноморської ради», спорадично виходили тижневики «Чорноморець» і «Кубанська зоря» (близько 10 номерів).